# Майр, Густав
Густав Майр (нем. Gustav Mayr; 1830—1908) — австрийский энтомолог, мирмеколог, один из крупнейших систематиков муравьёв, профессор в Будапеште и Вене (1863—1892), член Австрийского зоолого-ботанического общества, Русского энтомологического общества и многих других. Он оставил крупнейшую на то время коллекцию муравьёв, включающую более 2000 видов, а сам описал более 500 новых для науки видов этих общественных насекомых.

## Биография
Родился 12 октября 1830 года в г. Вена, Австрия в семье адвоката Игнаца Майра (Ignaz Mayr) и фрау Розины (Rosina Holzer). В 1856 году получил степень доктора медицины.
В 1862—1901 годах он выделил и описал более 500 новых для науки видов и 58 новых родов муравьёв, включая такие как Acromyrmex, Anochetus, Aphaenogaster, Camponotus, Formicoxenus, Leptothorax, Monomorium, Tetramorium и многие другие. Им были обработаны уникальные коллекции муравьёв из Балтийского янтаря (1868), тибетской экспедиции Пржевальского и туркестанской экспедиции А. П. Федченко и из материалов кругосветного плавания фрегата «Новары». Кроме того, Майр изучал клопов и паразитических перепончатокрылых (в его коллекции было 2960 видов Chalcidoidea и 923 вида орехотворок Cynipidae, а также 1350 видов Hemiptera).
Умер 14 июля 1908 года в г.Вена, Австрия.

## Признание
В честь Густава Майра были названы три рода перепончатокрылых насекомых, такие как Mayria Forel (1879), Eumayria Ashmead (1887) и Mayriella Forel (1902). Ещё примерно 50 видов в самых различных группах насекомых несут видовой эпитет Mayri, в том числе:
- Apterostigma mayri (Forel, 1893)
- Camponotus mayri Forel, 1879
- Carebara mayri (Forel, 1901)
- Dorylus mayri Santschi, 1912
- Monomorium mayri Forel, 1902
- Myrmelachista mayri Forel, 1886
- Sericomyrmex mayri Forel, 1912
- Rhoptromyrmex mayri Forel , 1912
- Tetramorium mayri (Mann, 1919)
- Tetraponera mayri (Forel, 1901)

В 1876 году Майр был удостоен золотого креста «За заслуги» с короной.
Был избран действительным членом многих научных обществ:
- Zoologisch-botanischen Gesellschaft in Wien (1851)
- Entomologischen Vereines in Stettin (1852)
- Siebenburgischen Vereines der Naturwissenschaften (1853)
- Geographischen Gesellschaft in Wien (1856)
- Русское энтомологическое общество (1889)
- Vereines für Naturkunde in Nassau (1853)
- Geologischen Reichsanstalt in Wien (1858)
- Entomologischen Gesellschaft in Berlin (1881)
- Amerikanischen entomologischen Gesellschaft (1898)
- Sociedad cientifica, Antonio Alzate, Mexiko (1903)
- Ostpreußischen physiologisch-ökonomischen Gesellschaft in Konigsberg (1907)
- Nederlandse Entomologische Vereniging in Leiden (1867)
- Academy of natural sciences of Philadelphia (1879)
- Natural History Society of Glasgow (1880)
- Deutschen entomologischen Gesellschaft in Berlin (1881)
- Belgischen entomologischen Gesellschaft (1886)

## Основные труды
- Formicidae [der Novara-Expedition]. Vienna 1865.
- Die Ameisen des baltischen Bernsteins. Königsberg: Koch, 1868.
- Feigeninsecten. Vienna: Hölder, 1885.
- Hymenopterologische Miscellen. Vienna: Hölder, 1902.
- Formiciden aus Ägypten und dem Sudan. (1903).

### Статьи
- Mayr, G. 1868. Die Ameisen des baltischen Bernsteins. Beiträge zur Naturkunde Preussens. Königlichen Physikalisch-Ökonomischen Gesellschaft zu Königsberg 1: 1-102. [(31.xii).1868.]
- Mayr, G. 1877. In Fedchenko, A.P. Puteshestvie v Turkestan, 2 (5). Formicidae. Izvestiya Imperatorskago Obshchestva Lyubitelei Estestvoznaniya, Antropologii i Etnografii 26: 1-20. [(31.xii).1877.]
- Mayr, G. 1886. Die Formiciden der Vereinigten Staaten von Nordamerika. Verhandlungen der k.k. Zoologisch-Botanischen Gesellschaft in Wien 36: 419—464. [(31).xii.1886.]
- Mayr, G. 1887. Südamerikanische Formiciden. Verhandlungen der k.k. Zoologisch-Botanischen Gesellschaft in Wien 37: 511—632. [(30).ix.1887.]
- Mayr, G. 1889. Insecta in itinare Cl. Przewalski in Asia centrali novissime lecta. 17. Formiciden aus Tibet. Trudy Russkago Entomologicheskago Obshchestva 24: 278—280. [12.viii.1889; 24.viii.1889 by Gregorian calender.]
- Mayr, G. 1896. Beiträge zur Kenntniss der Insektenfauna von Kamerun. 5. Formiciden gesammelt von Herrn Yngve Sjöstedt. Entomologisk Tidskrift 17: 225—252. [26.viii.1896.]
- Mayr, G. 1897. Formiciden aus Ceylon und Singapur. Természetrajzi Füzetek 20: 420—436. [6.vi.1897.]
- Mayr, G. 1901. Südafrikanische Formiciden, gesammelt von Dr. Hans Brauns. Annalen des k.k. Naturhistorischen Hofmuseums Wien 16: 1-30. [(31.xii).1901.]